# Michał Rynkowski
Michał Rynkowski – polski prawnik, doktor habilitowany nauk prawnych, nauczyciel akademicki, były adiunkt Uniwersytetu Wrocławskiego, specjalista w zakresie prawa europejskiego i prawa międzynarodowego publicznego.

## Życiorys
W 2003 na Wydziale Prawa, Administracji i Ekonomii Uniwersytetu Wrocławskiego na podstawie rozprawy pt. Status prawny kościołów i związków wyznaniowych w Unii Europejskiej uzyskał stopień naukowy doktora nauk prawnych w zakresie prawa. Na tym samym wydziale w 2014 na podstawie dorobku naukowego oraz rozprawy pt. Sądy wyznaniowe we współczesnym europejskim porządku prawnym uzyskał stopień doktora habilitowanego nauk prawnych w zakresie prawa. Został adiunktem w Katedrze Prawa Międzynarodowego i Europejskiego Wydziału Prawa, Administracji i Ekonomii Uniwersytetu Wrocławskiego.
Został pracownikiem Komisji Europejskiej.